# Clinopegma isikawai
Clinopegma isikawai is een slakkensoort uit de familie van de Buccinidae. De wetenschappelijke naam van de soort is voor het eerst geldig gepubliceerd in 1974 door Tiba.